# Amblyolpium simoni
Amblyolpium simoni es una especie de arácnido del orden Pseudoscorpionida de la familia Garypinidae.

## Distribución geográfica
Se encuentra en el Chad.